# Moesa (rzeka)
Moesa – rzeka w Szwajcarii o długości 47 km, dopływ rzeki Ticino, przebiega przez kantony Ticino i Gryzonia.
Jej źródło znajduje się w Val Vigun w okolicach Berhnardinpass. Następnie płynie wzdłuż autostrady A13 poprzez dolinę Val Mesolcina obok Roveredo, gdzie wpływają do niej rzeki Calancasca i Traversagna. Na wysokości miejscowości Arbedo-Castione, Moesa wpływa do Ticino. Moesa jest także wykorzystywana do uprawiania kajakarstwa.